# Скуйиня, Лаура
Лаура Скуйиня (лат. Laura Skujiņa, р.10 июля 1987) — латвийская спортсменка, борец вольного стиля, призёрка чемпионата мира и Европы.

## Биография
Родилась в 1987 году в Риге. В 2014 году завоевала бронзовые медали чемпионатов Европы и мира.